# Филиппов, Зиновий Иванович
Зиновий Иванович Филиппов (23 сентября 1923, Речица — 23 февраля 2012) — советский крымский и украинский художник, Заслуженный художник Украины и Крыма (с 2004 года), член Союза художников СССР (с 1960 года) и Национального союза художников Украины (с 1993 года).

Могила Филиппова на кладбище «Кальфа» в Севастополе.

## Биография
Родился 23 сентября 1923 года в селе Речице (ныне Орловской области России). Детство провёл в Балаклаве, а позже — в Москве.
Принимал участие в боях Великой Отечественной войне на должности командира пулеметной роты. Был контужен и тяжело обморожен, однако остался жив. За свои боевые заслуги награждён медалями: «За оборону Москвы» (1946), «За победу над Германией» (1945), и орденом Отечественной войны II степени (1985).
В 1946 году поступил в Московское художественное училище, где учился у К. Г. Дорохова, затем в Рижском училище прикладного искусства. В 1947—1953 годах учился в Академии художеств Латвийской ССР в Риге у К. Убанса, Л. Свемпса, руководитель диплома — У. Скулме.
С 1956 года жил и работал в Севастополе, в Севастопольских художественно-производственных мастерских. Умер 23 февраля 2012 года. Похоронен в Севастополе на правой стороне Городского кладбища «Кальфа».

## Творчество
Картины художника посвящены истории Севастополя, судьбам ветеранов войны, а также современникам. Особое место в творчестве художника занимали образы Александра Грина.
Художник создал около двух тысяч полотен. Среди трудов: «Проводы» (1963), «А. Грин» (1968), «Крым наш» (1977), «Зурбаган» (1996), «Цветы с кузнечиком» (2000) и другие.
Произведения находятся в Национальном музее Праги, музеях Крыма (в частности в фондах Национального музея героической обороны и освобождения Севастополя и Севастопольского художественного музея) и в частных собраниях многих стран Европы.